# Pándorfalu–Vulkapordány-vasútvonal
A Pándorfalu–Kismarton–Vulkapordány-vasútvonal (németül Pannoniabahn) egyvágányú, villamosított vasútvonal Ausztriában, Burgenlandban, a Fertő nyugati oldalán. Üzemeltetője az ÖBB.

## Története

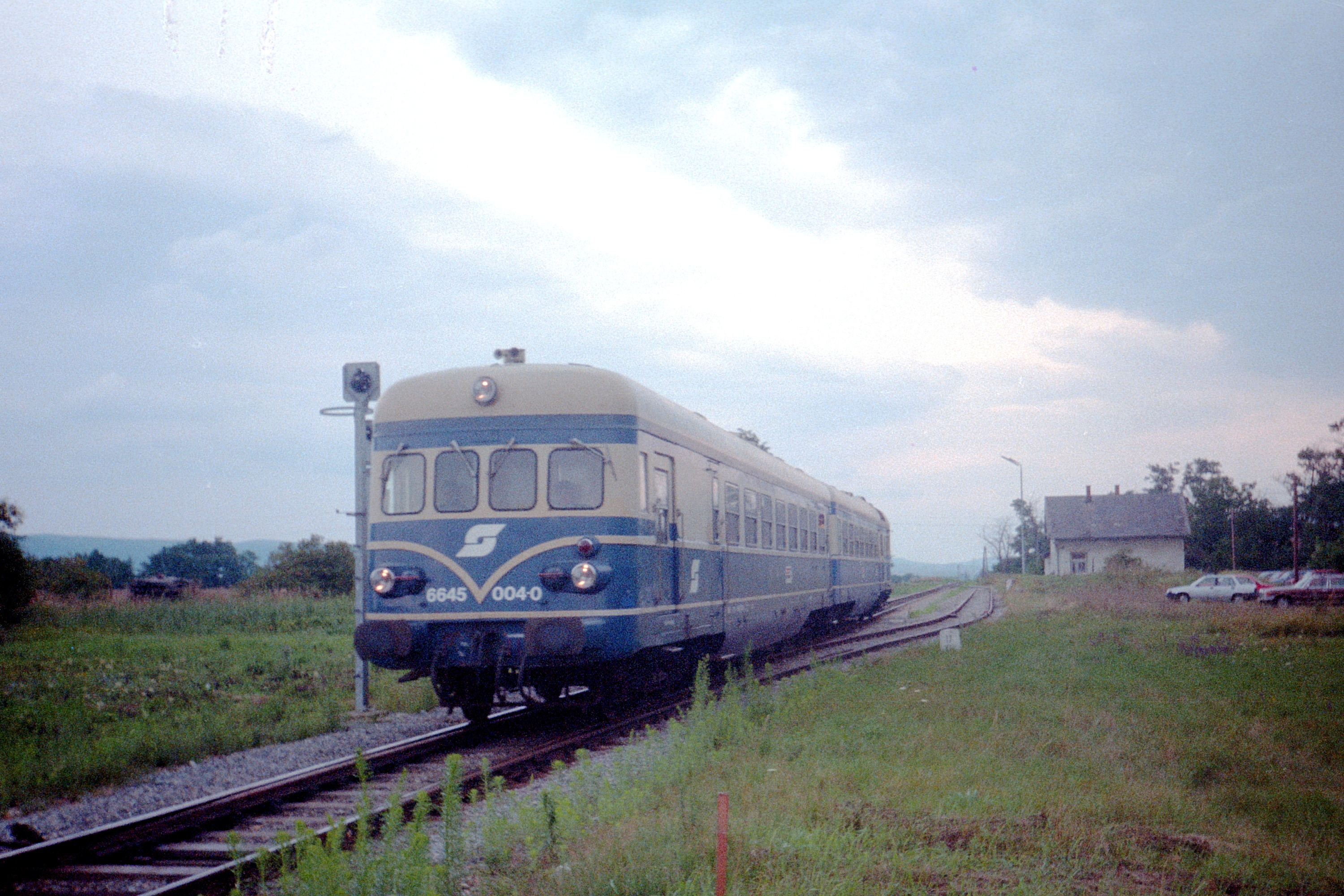
Egy "Blauer Blitz" (=kék villám) becenevű, ÖBB üzemeltetésű motorvonat hagyja el Oka állomást 1987-ben

1897. december 18-án nyílt meg a Sopron–Pozsonyi helyiérdekű vasút részeként.
1920-ban Ausztriához került. A Pándorfalu és Nezsider közötti rövid szakaszon már korábban is villamosvontatás volt (Pomogy és Fertőszentmiklós felé), a míg vonal nagyobbik részét, a Nezsider–Vulkapordány szakaszt egy komoly pályarekonstrukció keretében 2009-ben villamosították.
A vasútvonal többször a megszüntetés veszélye alatt álló szakaszok listáján szerepelt, annak ellenére, hogy Kismartont, Burgenland tartomány fővárosát szolgálta ki. Az első modernizációs lépések az 1990-es évek végétől kezdődtek, amikor is egy összehangolt összeköttetéssel rendelkező, ütemes menetrendi kiszolgálást biztosító és a bécsi expresszvonatok rendszerének bevezetésével az utasszám olyan mértékű emelkedése következett be, ami végül egyben a teljes körű korszerűsítésről és az villamosításáról szóló döntéshez is elvezetett. A Nezsider és Vulkapodrány közötti útvonal az ÖBB energiarendszerrel (15 kV 16,7 Hz frekvencián) a GYSEV szakaszán  (25 kV 50 Hz-en) rendszerrel működik.
A Wiener Bogen átmeneti íveket először használták a Pannoniabahn bővítéséhez. Ez a speciális görbe kialakítás lehetővé tette a maximális vonali sebesség 80 km/h-ról-ról 120 km/h-re történő növelését jelentős kiegyenesítés nélkül. Ennek eredményeként körülbelül tíz perc menetidő-nyereséget sikerült elérniük.
2020-ban a Fertőszéleskút és Fertőfehéregyháza szakasz vágányhálózata 4,9 millió euróból újult meg.

## Az állomások képei

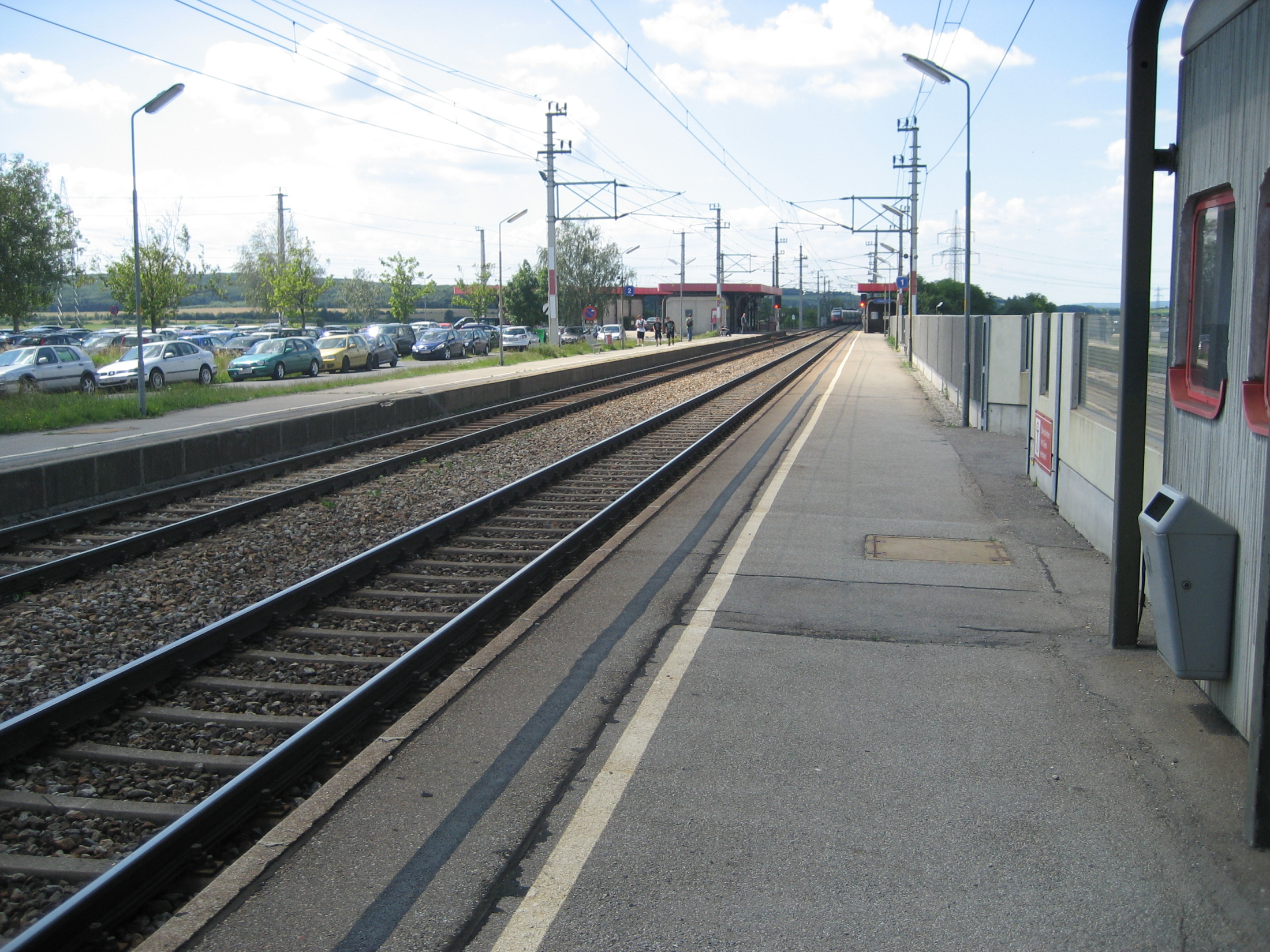
Parndorf ort (=Pándorfalu község) megálló. A vulkapordányi vonal a kép bal oldalán a távolban látszik.
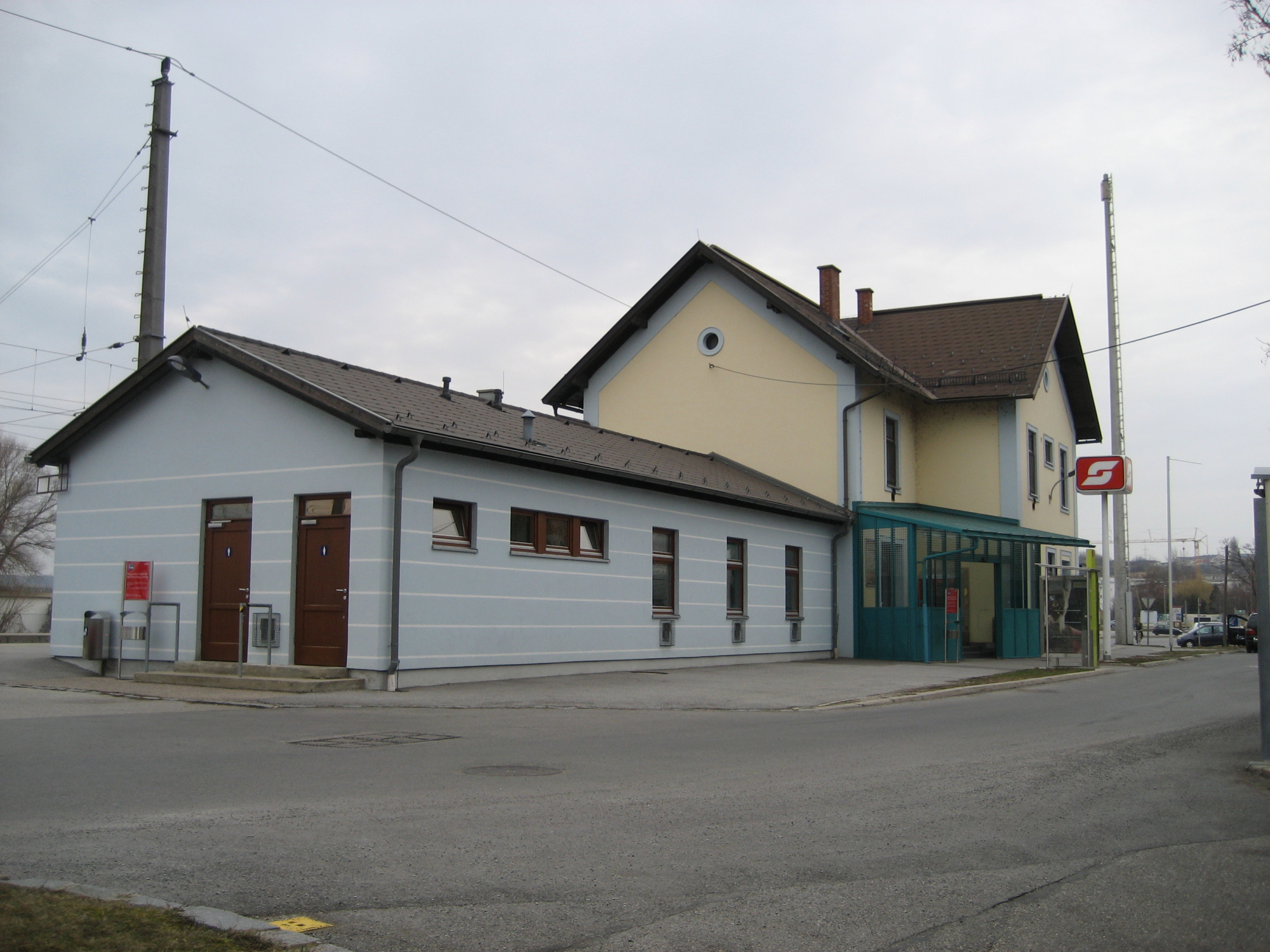
Nezsider
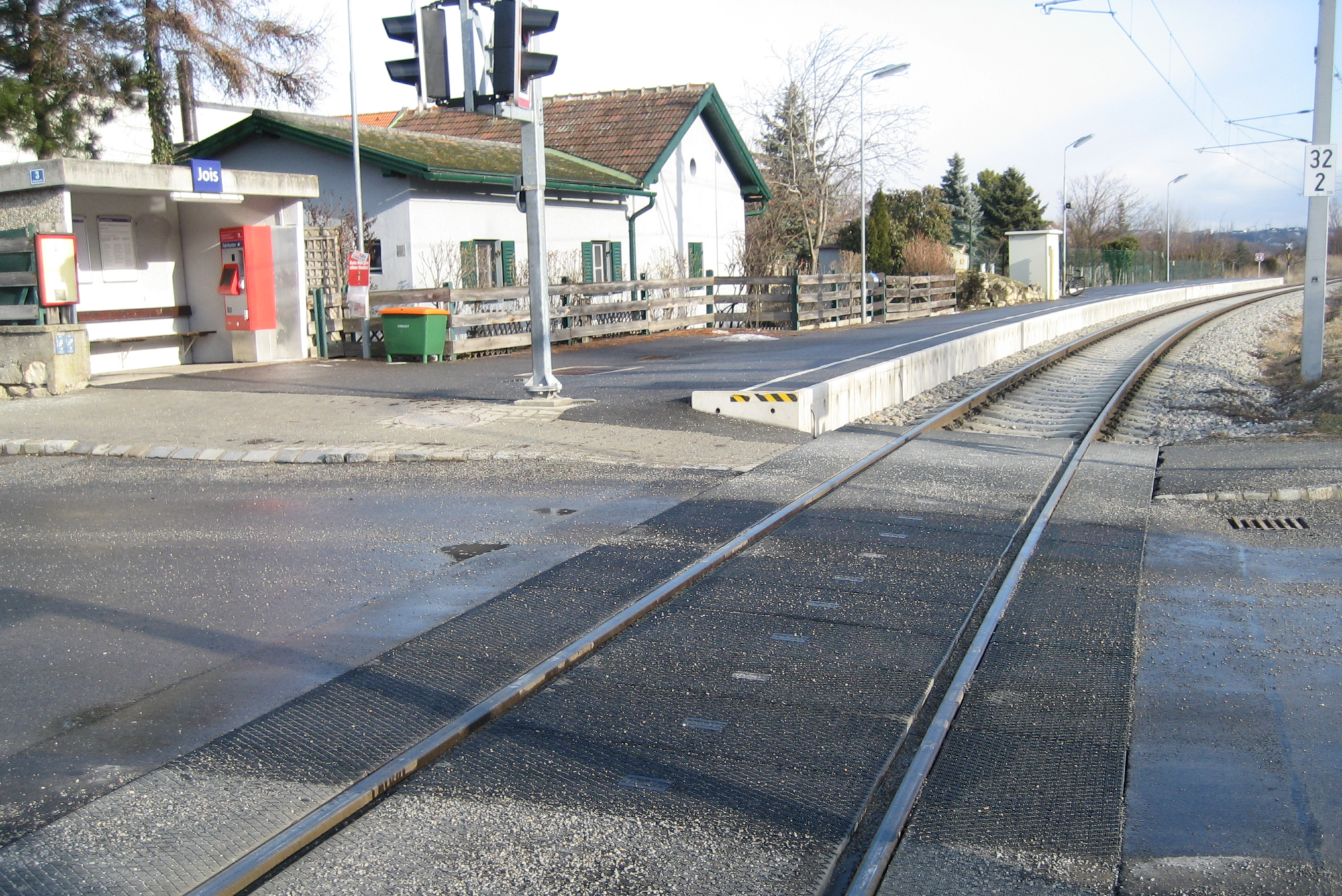
Nyulas
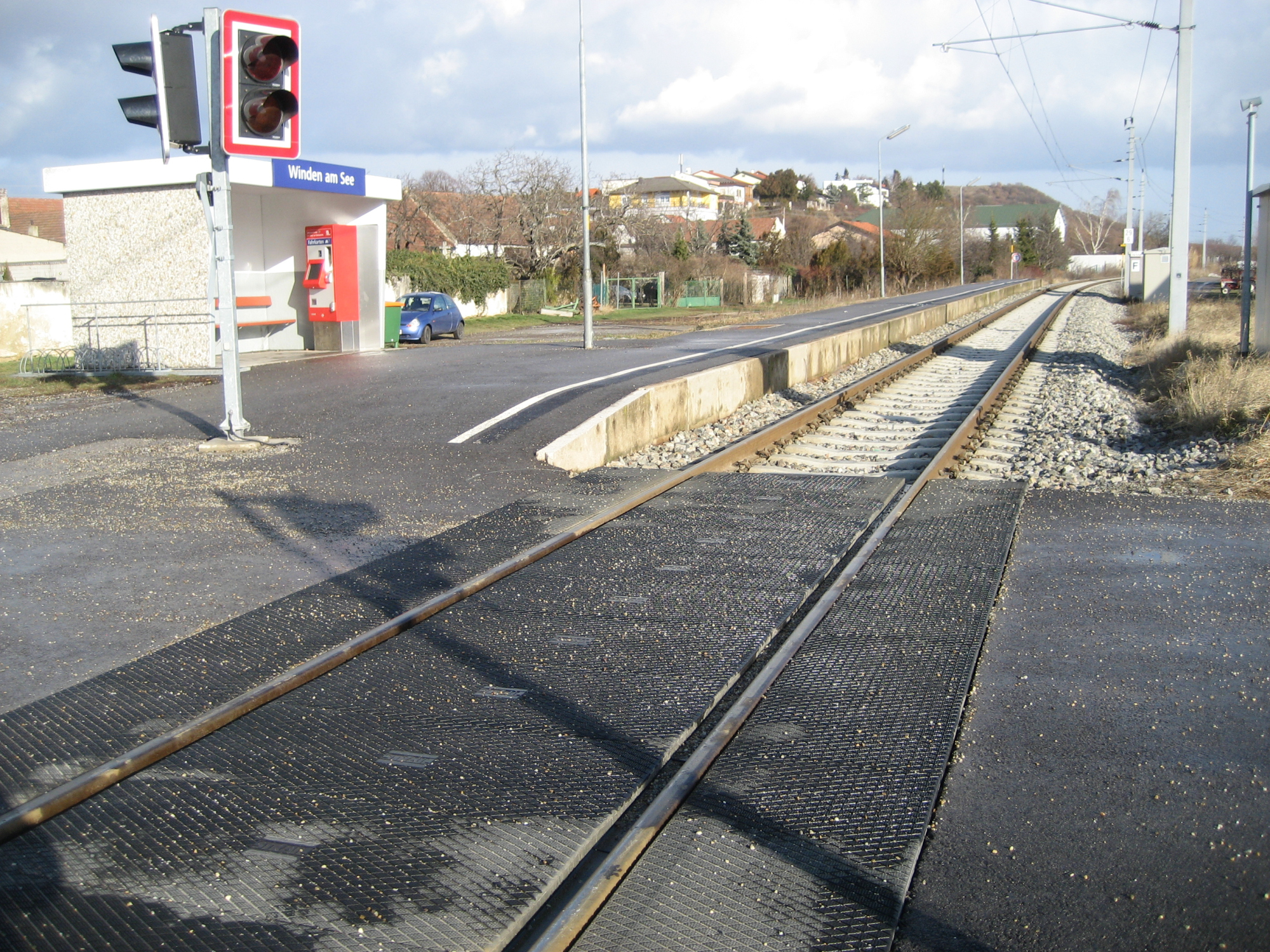
Sásony
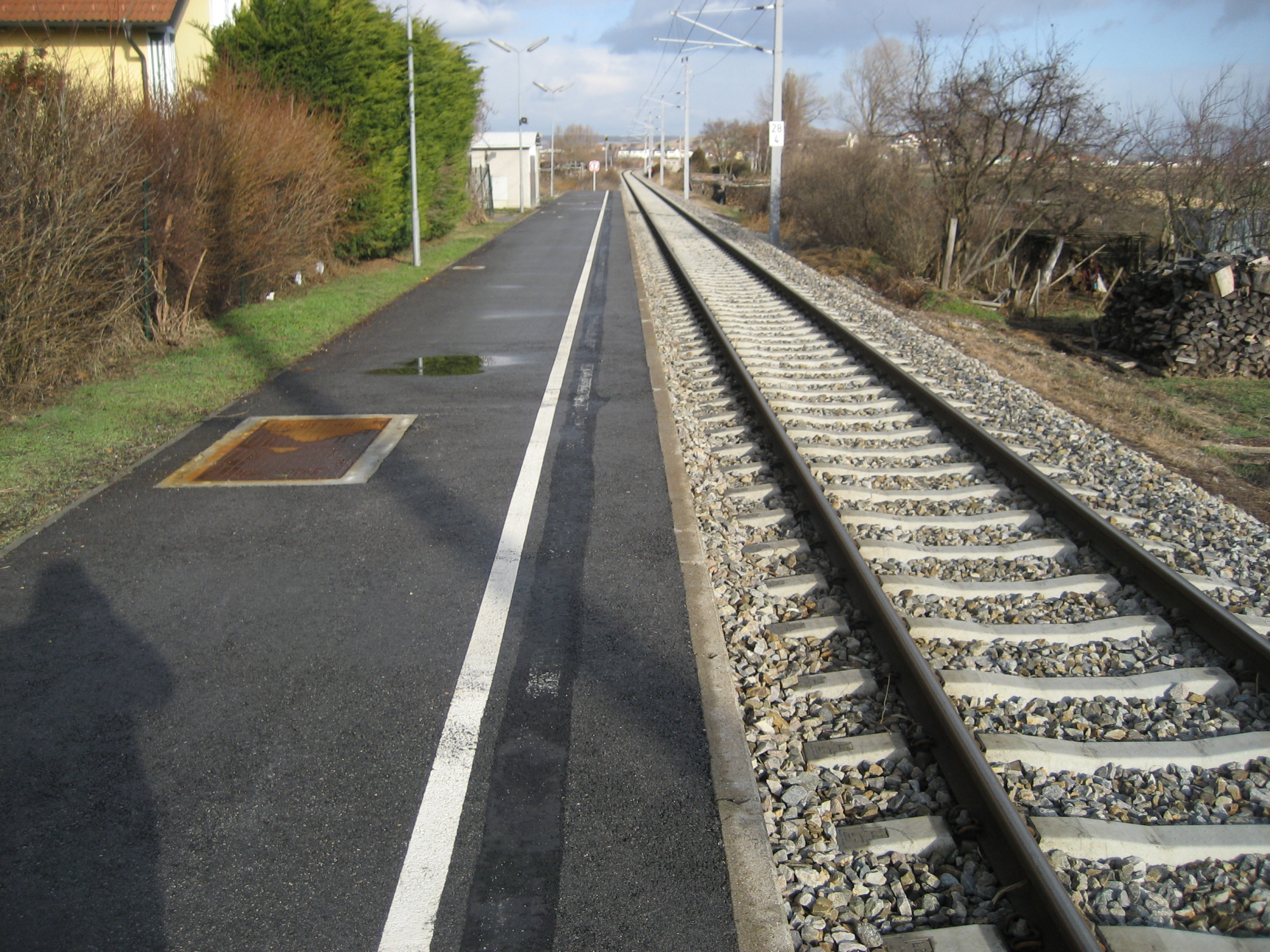
Fertőszéleskút
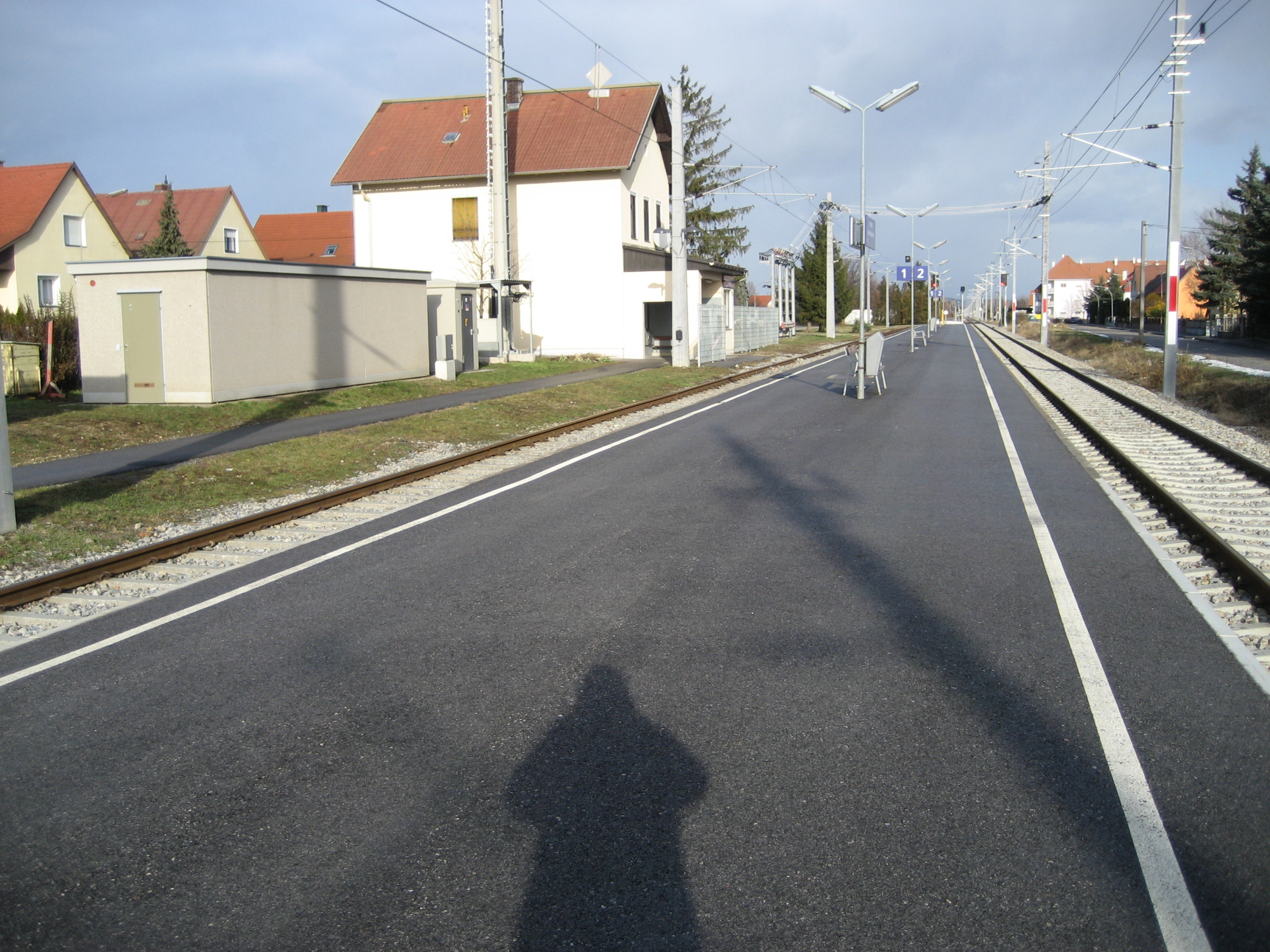
Feketeváros
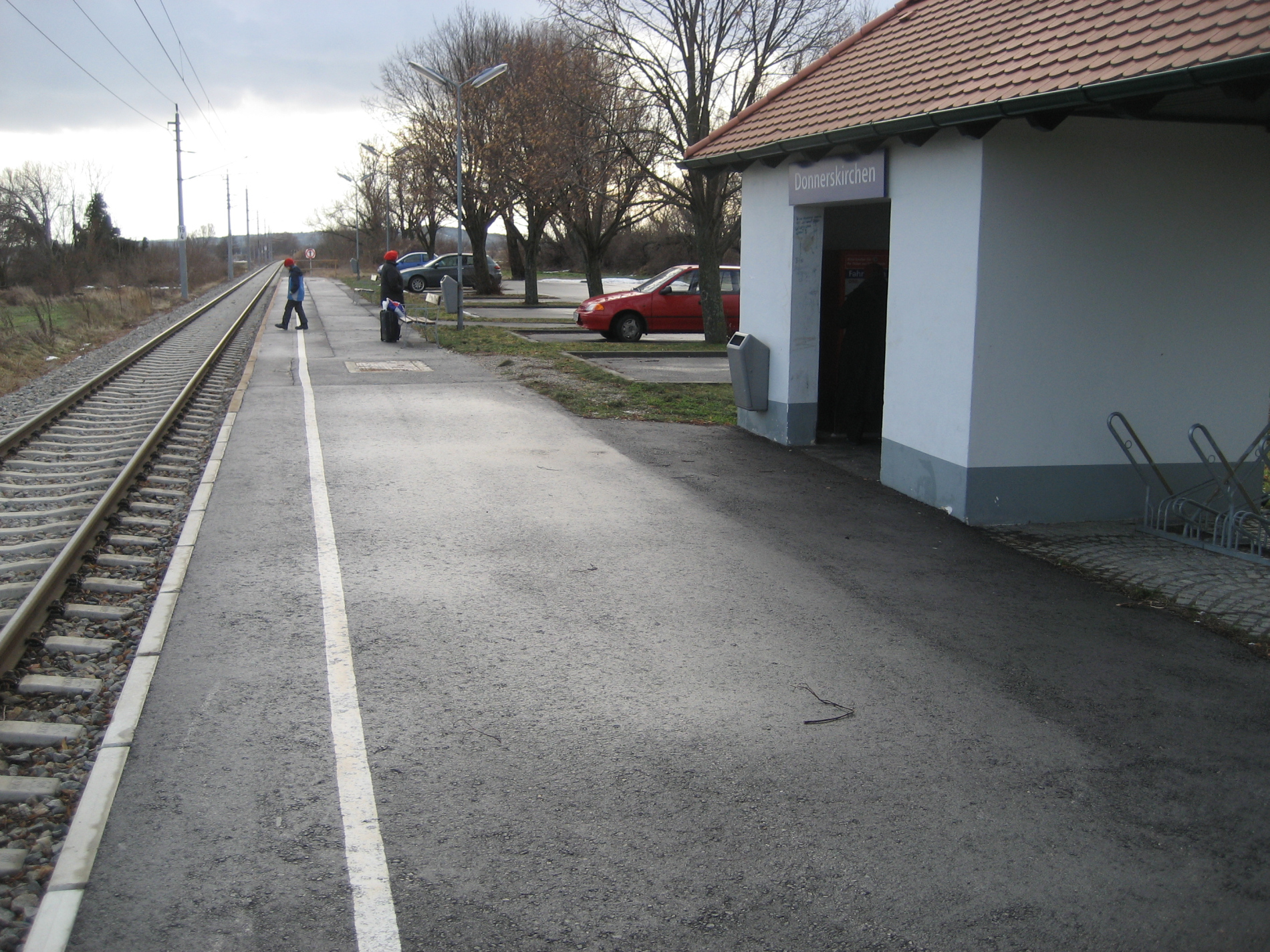
Fertőfehéregyháza
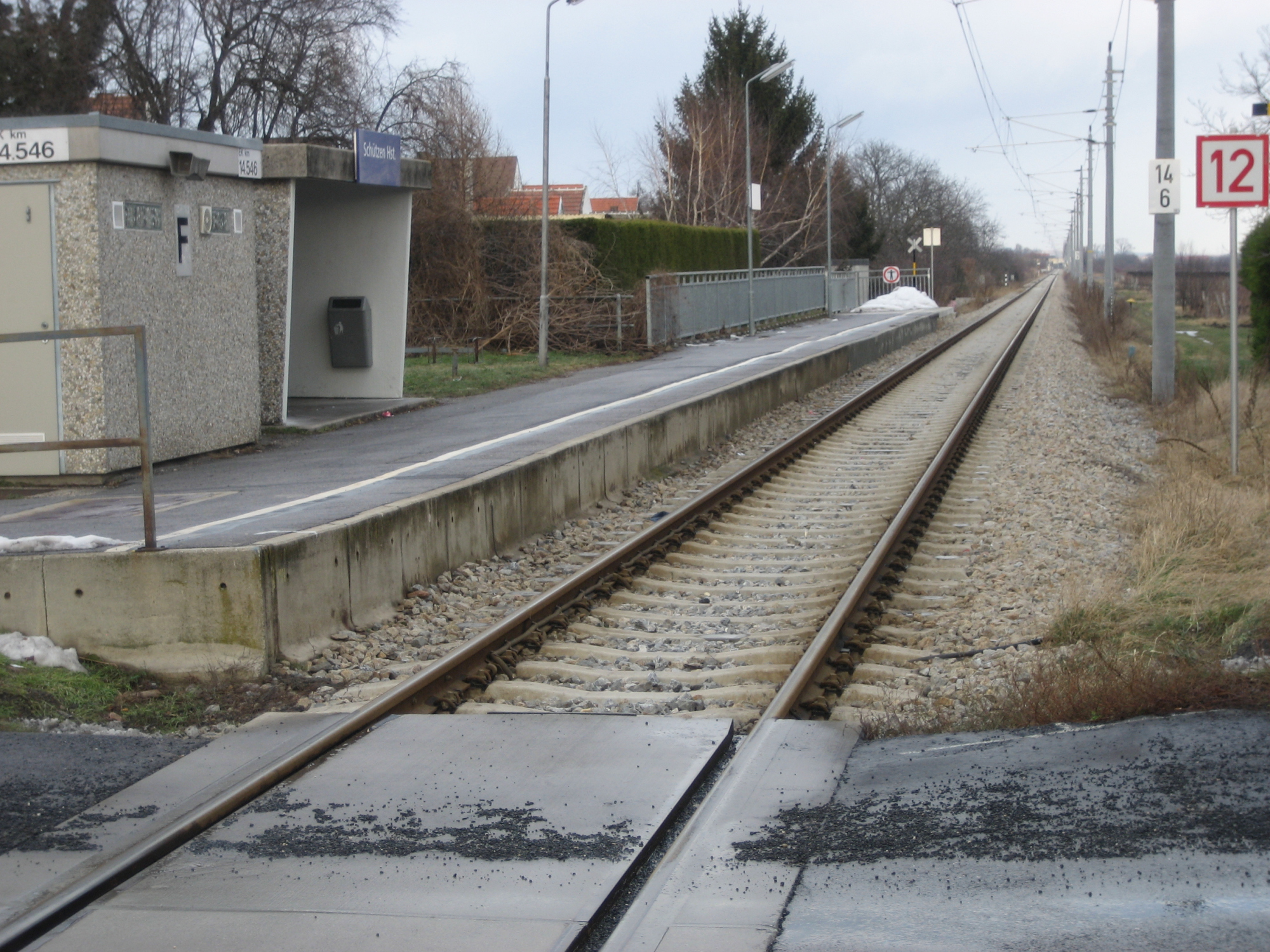
Sérc megálló
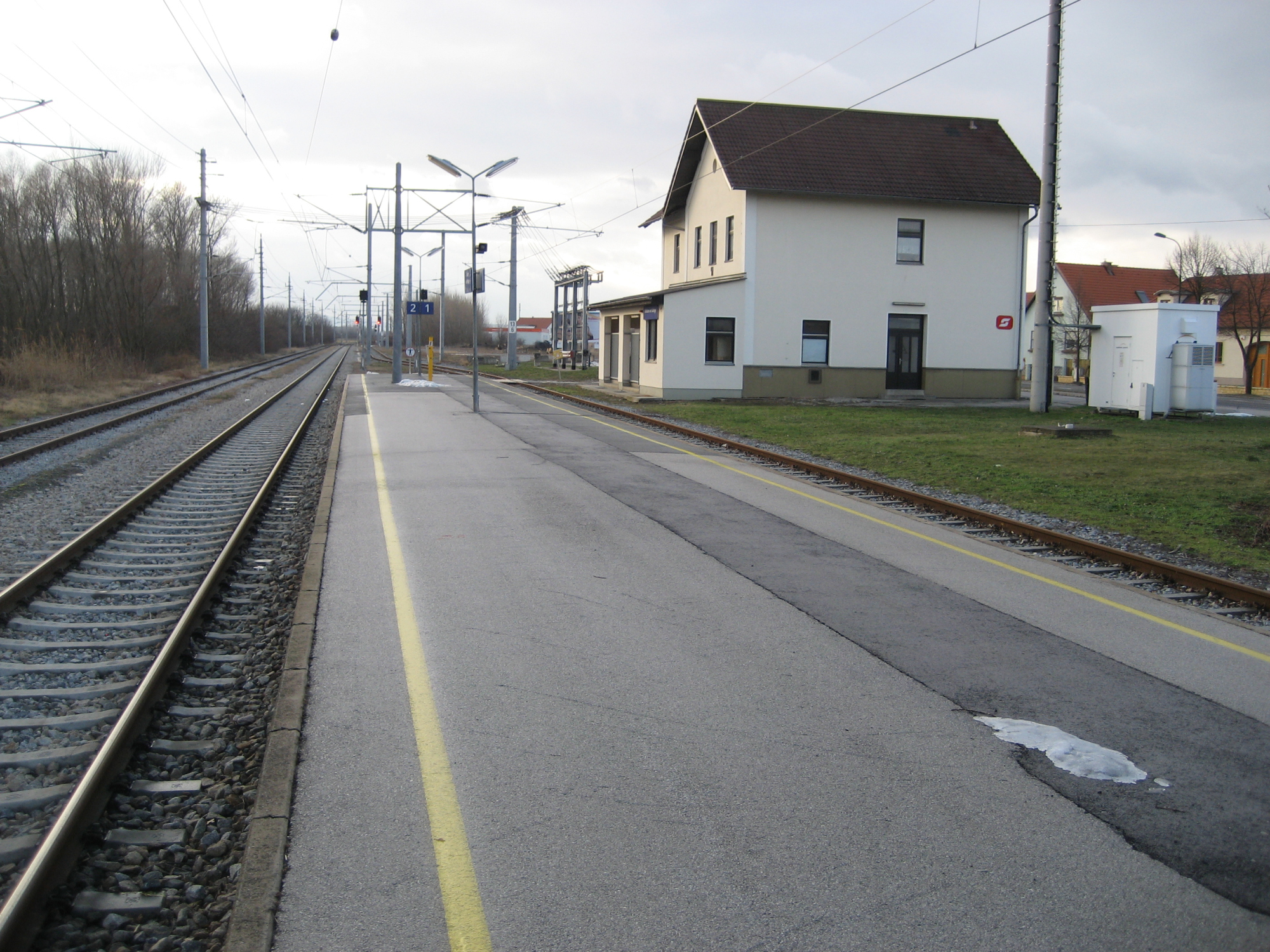
Sérc
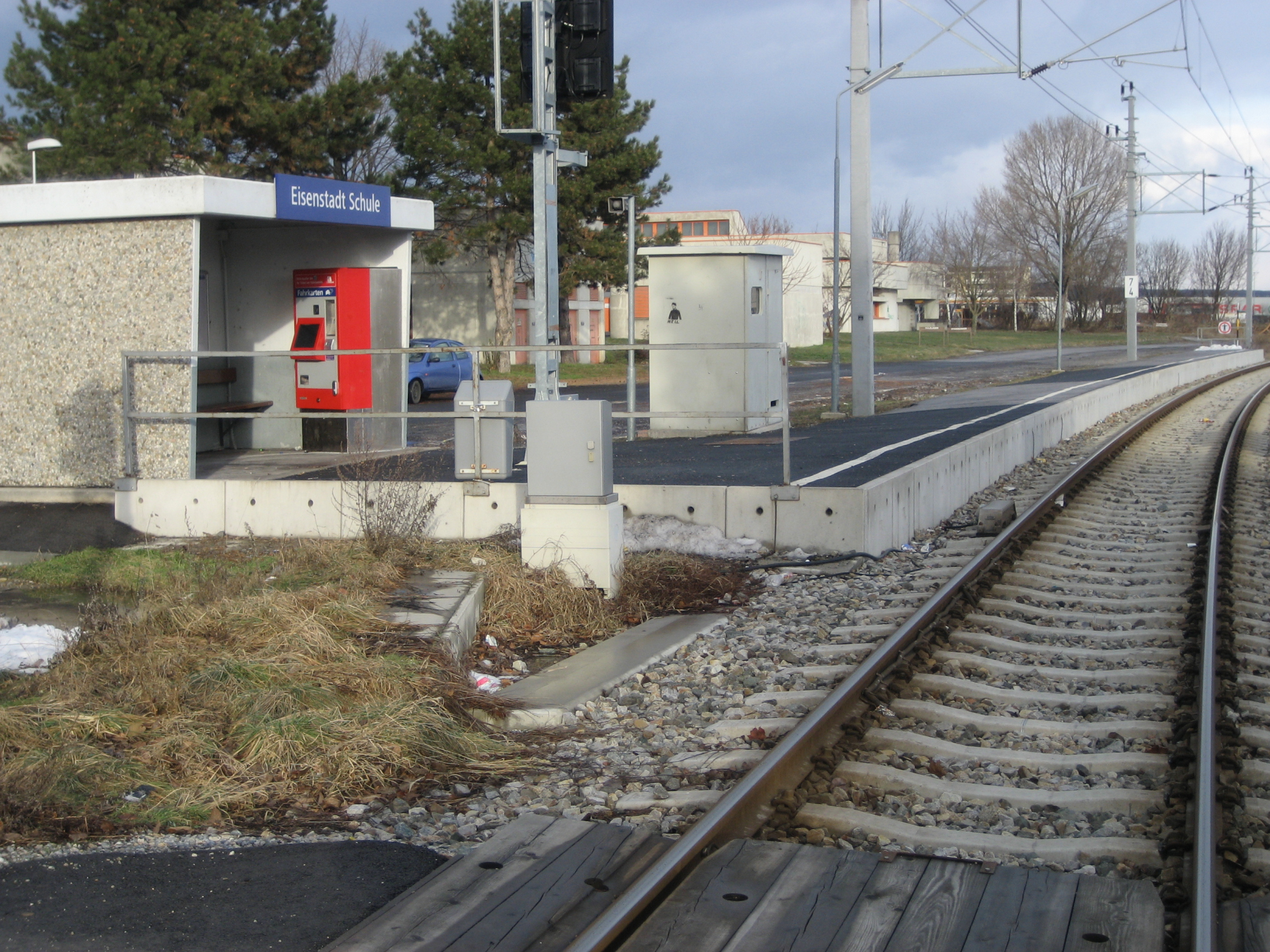
Kismarton Iskola
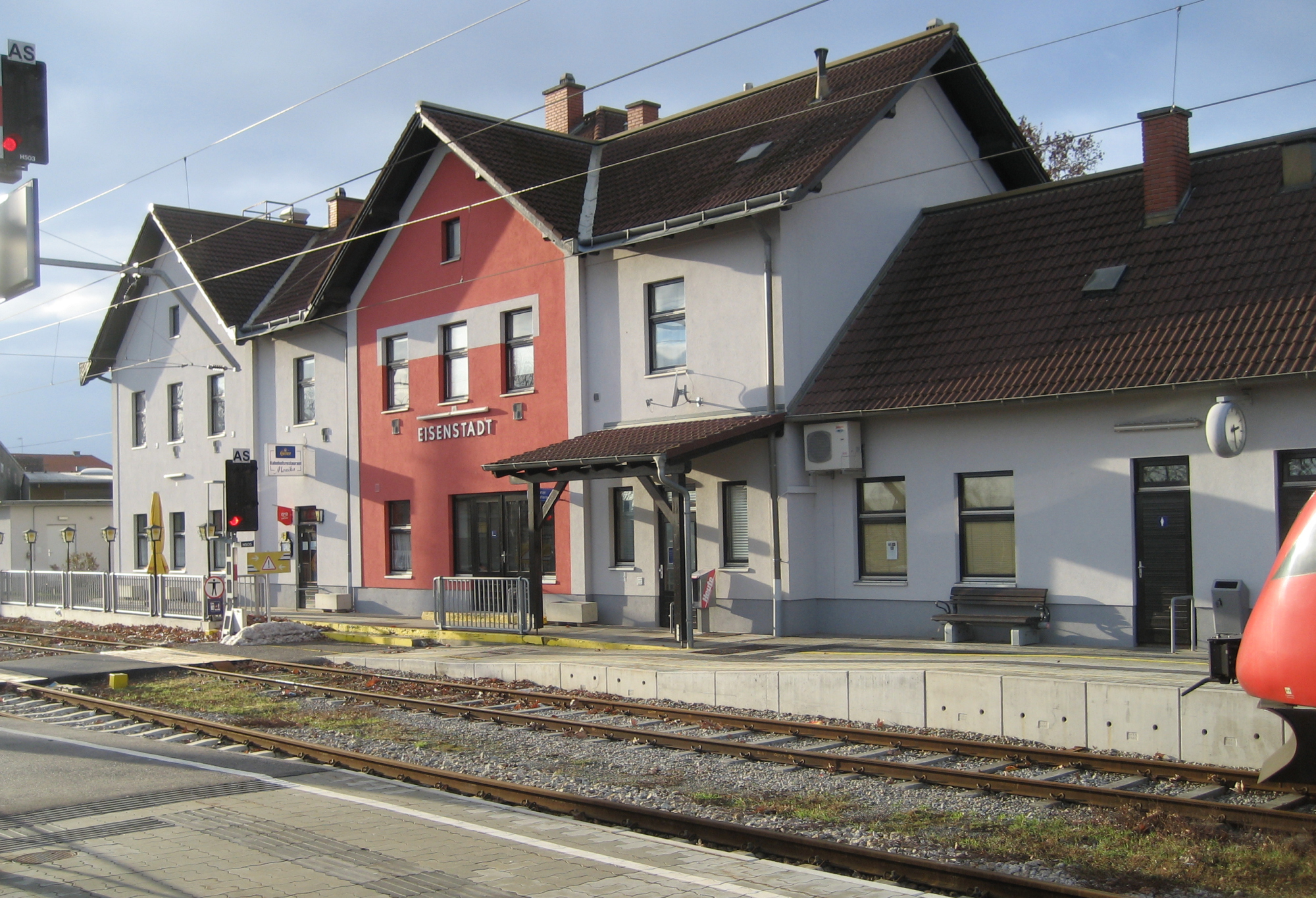
Kismarton
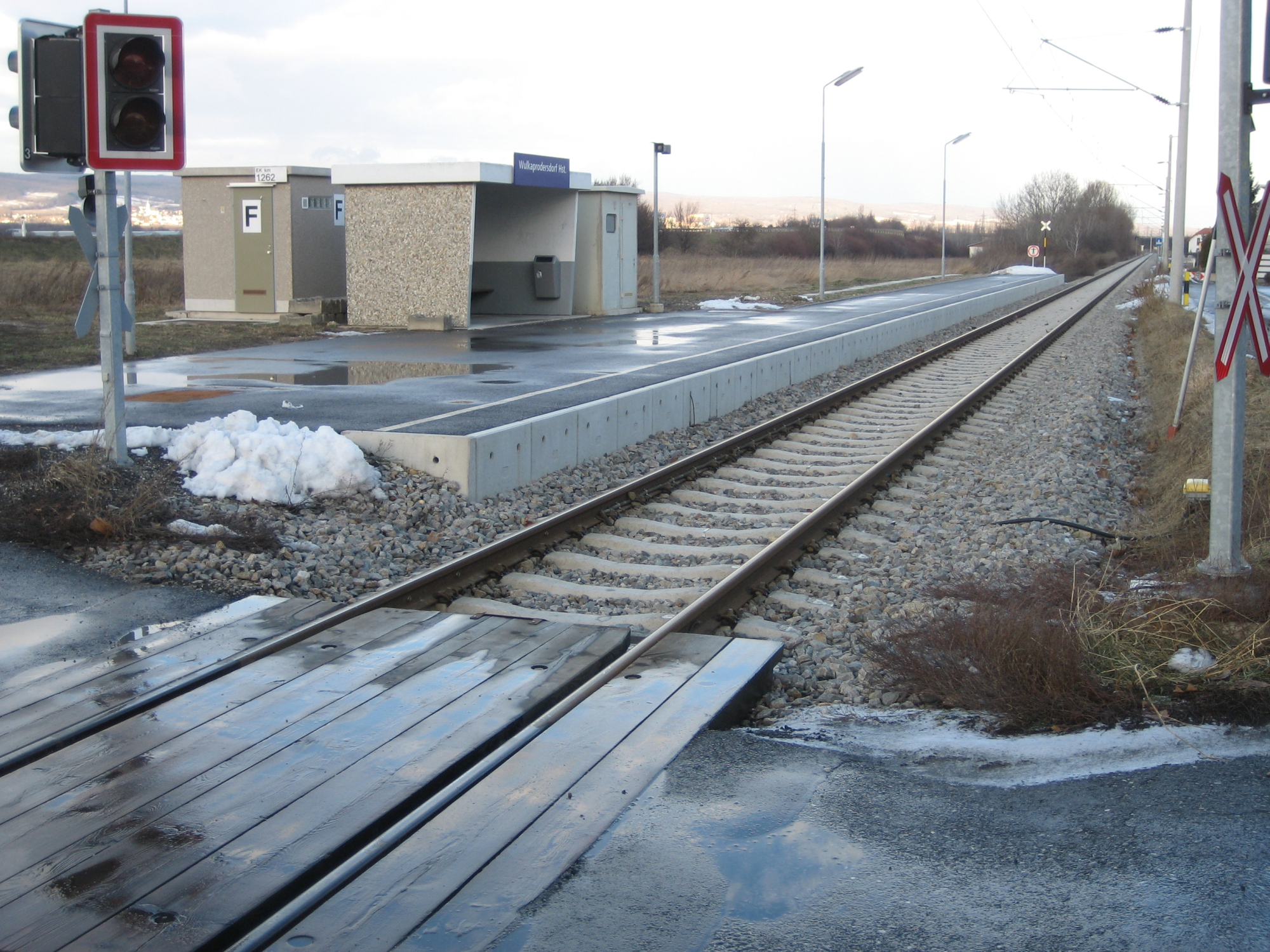
Vulkapordány megálló
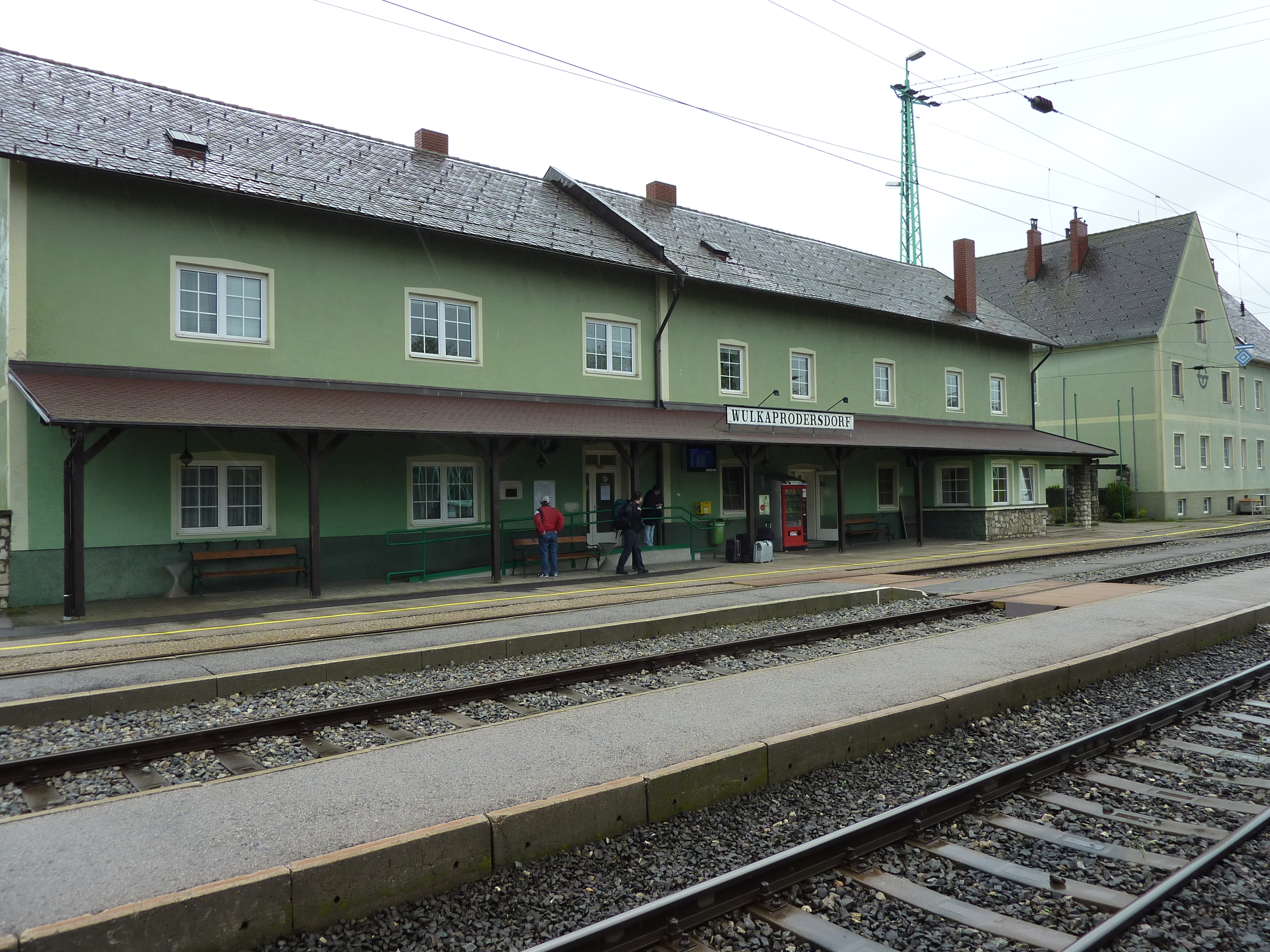
Vulkapordány

## Külső hivatkozások
- Menetrend PDF
- Az állomások képei – Vasútállomások.hu
- 1944-es menetrend